# Буяло Віктор Андрійович
Буяло Віктор Андрійович — український педагог, директор Станіславського учительського інституту.

## Життєпис
Народився 1 травня 1907 року в місті Остерське Чернігівської області. У 1923 р. закінчив Остерську семирічну школу, згодом продовжив навчання в місцевому педагогічному технікумі. В Остерську спершу працював робітником, у 1923—1929 роках — у сільськогосподарській комуні. До призову в Червону армію в 1929 році, пропрацював інструктором районного відділу освіти, викладав у механічному технікумі Остерська. Після демобілізації працював у Володарському технікумі, пізніше був директором Овручівської середньої школи й інспектором райвідділу народної освіти в Житомирській області. Вищу освіту здобував у Московському комуністичний університет ім. Свердлова, пізніше навчався на географічному факультеті Київського педінституту. До початку радянсько-німецької війни в 1941 році працював заступником директора Житомирського педагогічного інституту.
Під час війни у складі радянської армії дослужився до посади командира стрілецького полку. За час служби — двічі поранений, а в 1945 році звільнений у запас у званні підполковника. Після війни працював директором Конотопського учительського інституту Сумської області. У 1949 році призначений ректором Станіславського учительського інституту.

## Діяльність на посаді директора Станіславського учительського (педагогічного) інституту
Відомості про роботу В. Буяла в Станіславському учительському інституті обмежені. Особова справа в архіві навчального закладу відсутня. Попри короткий період його керівництва, в цей час в історії інституту відбулася важлива подія: 23 серпня 1950 року Станіславський учительський інститут реорганізовано в педагогічний. Розпочалася підготовка вчителів вищої кваліфікації. Сучасники відзначали суворість і вимогливість директора, він був єдиним керівником закладу, який займався суто організаційними справами, не викладаючи жодного навчального предмету. На думку дослідників, можливою причиною нетривалого перебування В. Буяла на посаді ректора стала зміна в статусі інституту, який вимагав керівника із науковим ступенем. До цього додавалося проблеми зі здоров'ям В. Буяла та численні скарги до Міністерства освіти УРСР на директора інституту.